# Enric Casassas i Simó
|  | Per a altres significats, vegeu «Enric Casassas». |

Enric Casassas i Simó (Sabadell, 2 de novembre de 1920 - Barcelona, 16 de febrer de 2000) fou un químic català, fill dels pedagogs renovadors Enric Casassas i Cantó i Carme Simó i Saco, germà del pediatre Oriol Casassas i Simó i del geògraf Lluís Casassas i Simó, marit de l'escalenca i també química Pepita Figueras i Cros (1922) i pare del poeta, Enric Casasses i Figueres, de la traductora, Anna Casassas i Figueras i de la dissenyadora gràfica Maria Casassas i Figueras.

## Biografia
Es doctorà a la Universitat de Barcelona i el 1955 treballà als EUA amb Izaak Maurits Kolthoff sobre polarografia. Va ostentar la càtedra de química analítica a la universitat de La Laguna del 1967 al 1969 i a la Universitat Autònoma de Barcelona del 1969 al 1976, de química inorgànica i analítica a l'Escola Tècnica Superior d'Enginyers Industrials de Barcelona en el mateix període, i de química analítica a la Universitat de Barcelona del 1976 al 1987.
Es va especialitzar en diversos aspectes de la microanàlisi, com les tècniques electroanalítiques. Traduí al català les normes internacionals de nomenclatura de química analítica amb Salvador Alegret (1987) i inorgànica amb J. Sales (1997). Fou responsable de l'àrea de química analítica de la Gran Enciclopèdia Catalana. El 1972 fou membre i entre 1982 i 1986, president de l'Institut d'Estudis Catalans, en reorganitzà també la Societat Catalana de Ciències Físiques, Químiques i Matemàtiques. Participà en el Congrés de Cultura Catalana entre 1975 i 1977 i fou rector de la Universitat Catalana d'Estiu del 1988 al 1992.
També va escriure poesia, que restà inèdita en la seva vida. El 2002 va aparèixer un recull de la seva poesia, amb pròleg del seu fill, intitulat A la dula vés, publicat per Llibres del Segle, Gaüses (Empordà), com a número 11 de la sèrie Culip.
Va publicar un dietari del seu viatge a la Unió Soviètica el 1991: Rússia: quatre trossets de guia. Crònica del Segon Seminari Catalanosoviètic sobre Estructura Atòmica i Propietats Físiques de Cristalls, 7-26 de juny de 1991 (València: Edicions 3i4, 2006).
Actualment, l'aula magna de la facultat de química de la Universitat de Barcelona porta el seu nom.
Ha rebut la medalla Narcís Monturiol de la Generalitat de Catalunya, i el 1992 el Premi d'Honor de la Fundació Jaume I, la Medalla d'Or de l'IECE i la Creu de Sant Jordi.